# Andrew Davis (réalisateur)
 (mars 2019).
Si vous disposez d'ouvrages ou d'articles de référence ou si vous connaissez des sites web de qualité traitant du thème abordé ici, merci de compléter l'article en donnant les références utiles à sa vérifiabilité et en les liant à la section « Notes et références ».
Pour les articles homonymes, voir Andrew Davis.
Andrew Davis est un directeur de la photographie, producteur, réalisateur et scénariste américain, né le 21 novembre 1946 à Chicago.
Fils de l'acteur Nathan Davis, il est principalement connu pour avoir réalisé deux films d'action devenus des classiques du genre : Piège en haute mer (1992) et surtout Le Fugitif (1993).

## Biographie

### Enfance et formation
Davis est né dans le South Side de Chicago, dans l'Illinois, et a réalisé plusieurs films ayant comme toile de fond cette ville. Il est le fils de l'acteur Nathan Davis et de Metta Davis, et le frère du musicien Richard « Richie » Peter Davis — cofondateur du groupe de reprises Chicago Catz — et de Jo Ellen Friedman. Au fil des ans, son père a joué de nombreux rôles dans ses films, notamment celui de grand-père du personnage de Shia LaBeouf dans La Morsure du lézard (2003).
Davis est scolarisé à la Bowen High School de South Chicago et participe à un camp d'été du Harand Camp of the Theater Arts. Il étudie le journalisme à l'université de l'Illinois à Urbana-Champaign, où il obtient un diplôme de journalisme en 1968. Son intérêt pour les droits civils et les questions anti-guerre converge alors avec son intérêt croissant pour la réalisation de films. Davis s'initie à la direction de la photographie, encadré par Haskell Wexler, lorsqu'il travaille sur le Medium Cool (1969) de celui-ci. Il poursuit dans cette voie sur des films de blaxploitation comme Hitman le créole de Harlem (1972), Cool Breeze (1972),  et The Slams (1973).

### Carrière
Davis est surtout connu comme un réalisateur de films à gros budget. Le Fugitif, avec Harrison Ford et Tommy Lee Jones, a reçu sept nominations aux Oscars en 1993, dont celle du meilleur film — prix attribué à La Liste de Schindler de Steven Spielberg — et Jones a gagné le prix du meilleur second rôle. Davis a également été honoré d'une nomination aux Golden Globes pour la meilleure réalisation et la Directors Guild of America l'a nommé pour la meilleure réalisation pour un film.
La critique de Roger Ebert lors de la sortie du film commence ainsi : « Le Fugitif d'Andrew Davis est l'un des meilleurs divertissements de l'année, un thriller tendu, tendu et expert qui devient quelque chose de plus que cela, une allégorie sur un homme innocent dans un monde prêt à l'écraser. » Il note aussi que « Davis peint avec des traits visuels audacieux » et qu'il « transcende le genre et montre une capacité à marier action et art qui mérite la comparaison avec Hitchcock, oui, et aussi avec David Lean et Carol Reed ».

#### Premiers films
Son premier long métrage en tant que réalisateur a été le film semi-biographique Stony Island de 1978. Le film est sorti en salle en 1978 et est finalement sorti en DVD le 24 avril 2012. Stony Island était centré sur de jeunes musiciens formant un groupe dans leur quartier pauvre du sud. Le film met en vedette des musiciens chevronnés comme le saxophoniste Gene Barge et le chanteur de soul Ronnie Barron, ainsi que des nouveaux venus comme Dennis Franz et Edward "Stony" Robinson. Roger Ebert décrit le film dans un article de 2012 : « L'énergie, je crois, est venue en grande partie des interprètes eux-mêmes. Le film est plus ou moins basé sur des faits ; le réalisateur et coscénariste, Andy Davis, a un frère qui était le dernier enfant blanc du quartier à Stony Island et qui faisait partie d'un groupe comme celui du film ».
En 1981, Davis a réalisé un film d'horreur intitulé The Final Terror, qui est sorti en 1983. Le film a été produit par Joe Roth et présente plusieurs premières performances de stars comme Rachel Ward, Daryl Hannah et Joe Pantoliano, entre autres.
En 1986, Davis est engagé comme réalisateur de Running Man, avec Arnold Schwarzenegger, mais il est finalement remplacé par Paul Michael Glaser une semaine après le début du tournage.
Davis a coécrit un scénario pour un projet de Harry Belafonte, Beat Street, une comédie musicale de rap mettant en scène le breakdancing et la culture de la musique de rue du début des années 80 à New York. Mike Medavoy et Orion Pictures ont fait appel à Davis pour réaliser un film avec Chuck Norris, Sale temps pour un flic. Fort de ce succès, Davis développe en 1988 pour Warner Brothers un film intitulé Nico. Davis a coécrit, produit et réalisé ce film, qui est surtout connu pour les débuts de Steven Seagal . Davis est ensuite retourné à Orion avec son projet Opération Crépuscule, en travaillant avec Gene Hackman et Tommy Lee Jones.

#### Années 1990: principaux succès
Davis a amené Jones avec lui pour son projet suivant, qui s'intitulait à l'origine Dreadnaught mais qui a finalement eu pour titre original Under Siege (Piège en haute mer en version française). Dans ce film, Davis s'est associé à Steven Seagal pour créer le meilleur film[Selon qui ?] d'automne de 1992.
Davis a continué à réaliser des films à gros budget tout au long des années 1990, notamment Le Fugitif, avec Harrison Ford et Tommy Lee Jones. Il a ensuite réalisé Faux frères, vrais jumeaux, avec Alan Arkin et Andy Garcia dans un double rôle de jumeaux, Poursuite, avec Keanu Reeves, Morgan Freeman et Rachel Weisz, et Meurtre parfait, avec Gwyneth Paltrow, Michael Douglas et Viggo Mortensen.

#### Des années 2000 à aujourd'hui
À l'automne 2001, Andrew Davis devait sortir le film de Warner Bros. Dommage collatéral avec Arnold Schwarzenegger. La date de sortie initiale a été repoussée afin de tenir compte des attentats du 11 septembre 2001. L'intrigue et le contenu du film faisaient en effet trop étroitement écho à la tragédie. Le film est finalement sorti en salle en 2002.
En 2003, Davis a réalisé La Morsure du lézard pour la Walt Disney Company, avec Shia LaBeouf, Sigourney Weaver, Patricia Arquette, Tim Blake Nelson, un homme aux yeux meurtris et à la commotion cérébrale. Louis Sachar et Davis ont développé le scénario en s'inspirant du roman pour enfants Le Passage de Sachar, qui a reçu la médaille Newbery et le National Book Award. La critique d'A.O. Scott dans le New York Times l'a qualifié de « meilleur film sorti par un studio américain jusqu'à présent cette année ».
Davis a tourné le long métrage de Disney/Touchstone, Coast Guards, en 2006. Le film se concentre sur les nageurs sauveteurs de la garde côtière américaine et met en scène Kevin Costner et Ashton Kutcher. Costner joue le rôle d'un nageur-sauveteur légendaire qui retourne au centre de formation pour élever la prochaine génération de nageurs, dont un nageur-sauveteur joué par Kutcher. La production a été interrompue lorsque le site du film à La Nouvelle-Orléans a été ravagé par l'ouragan Katrina. Les conseillers des gardes-côtes du film ont été immédiatement déployés pour secourir les victimes de la tempête.
En 2013, Andrew Davis a révélé qu'il travaillait au développement d'une adaptation cinématographique contemporaine de L'Île au trésor intitulée Thieves' Fortune par le biais de sa société de production Chicago Pacific Entertainment. Davis a décrit le projet comme suit : « Je suis en train de mettre au point une version moderne de Treasure Island qui se déroule dans la Louisiane post-Katrina et qui s'appelle Thieves' Fortune. C'est le trésor de Jean Lafitte et je pense que ce pourrait être un film vraiment intéressant, amusant, qui pourrait parler de quelque chose tout en étant très divertissant. »[réf. nécessaire]

## Filmographie

### Comme réalisateur
- 1978 : At Home with Shields and Yarnell (téléfilm)
- 1978 : Stony Island
- 1983 : The Final Terror
- 1985 : Sale temps pour un flic (Code of Silence)
- 1988 : Nico (Above the Law)
- 1989 : Opération Crépuscule (The Package)
- 1992 : Piège en haute mer (Under Siege)
- 1993 : Le Fugitif (The Fugitive)
- 1995 : Faux frères, vrais jumeaux (Steal Big Steal Little)
- 1996 : Poursuite (Chain Reaction)
- 1998 : Meurtre parfait (A Perfect Murder)
- 2002 : Dommage collatéral (Collateral Damage)
- 2003 : La Morsure du lézard (Holes)
- 2006 : Coast Guards (The Guardian)

### Comme producteur
- 1976 : Paco
- 1978 : Stony Island
- 1988 : Nico (Above the Law)
- 1989 : Opération Crépuscule (The Package)
- 1995 : Faux frères, vrais jumeaux (Steal Big Steal Little)
- 1996 : Poursuite (Chain Reaction)
- 2003 : La Morsure du lézard (Holes)

### Comme directeur de la photographie
- 1972 : Cool Breeze
- 1972 : Private Parts
- 1972 : Hitman le créole de Harlem (Hit Man)
- 1973 : The Slams (en)
- 1975 : Lepke, le caïd (Lepke)
- 1976 : The Stronger
- 1976 : Paco
- 1976 : Mansion of the Doomed
- 1977 : Crash! (en)
- 1979 : Hot Rod (en) (téléfilm)
- 1979 : Violences sur la ville (Over the Edge)
- 1984 : Angel

### Comme scénariste
- 1976 : Paco
- 1978 : Stony Island
- 1984 : Beat Street
- 1988 : Nico (Above the Law)
- 1995 : Faux frères, vrais jumeaux (Steal Big Steal Little)

## Distinctions
- Nomination au prix du meilleur réalisateur par la Directors Guild of America en 1994 pour Le Fugitif.
- Nomination au Golden Globe du meilleur réalisateur en 1994 pour Le Fugitif.